# Кришна (река)
Кришна (енгл. Krishna) је река која протиче кроз Индију. Дуга је 1327 km. Улива се у Бенгалски залив. То је главни извор наводњавања у индијским државама Махараштра, Карнатака, Телангана и Андра Прадеш.
Кришна је река на висоравни Декан и трећа је по дужини река у Индији, после Ганга и Годаварија. Такође је четврта по величини у погледу дотока воде и површине речног слива у Индији, после Ганга, Инда и Годаварија. Река, такође названа Кришнавени, дуга је 1.400 km (870 mi), а њена дужина у Махараштри је 282 километра.

## Курс
Река Кришна извире у Западним Гатима у близини Махабалешвара на надморској висини од око 1,300 m (4 ft 3,2 in), у држави Махараштра у централној Индији. Од Махабалешвара тече до града Вај и наставља да путује на исток док се не улије у Бенгалски залив. Река Кришна пролази кроз индијске државе Махараштра, Карнатака, Андра Прадеш и Телангана. Дуга је око 1.400 km (870 mi), од чега 305 km (190 mi) протиче у Махараштри, 483 km (300 mi) у Карнатаки и 612 km (380 mi) у Андра Прадешу.

## Притоке
Река Кришна има 13 главних притока. Њене главне притоке укључују реку Гатапраба, реку Малапраха, реку Бима, реку Тунгабадра и реку Муси. Река Тунгабадра има слив од 71,417 km2 (27,574 sq mi) и дужину од 531 km (330 mi). Река Бима је најдужа притока реке Кришна. Она има укупну дужину од 861 km (535 mi) и површину слива од 70,614 km2 (27,264 sq mi).
Три притоке Панчганга, Варна и Јерла сусрећу се са реком Кришна у близини Санглија. Ова места се сматрају веома светим. Према предању је Господ Дататреја провео неке од својих дана у Аудумберу на обалама реке Кришне.
Кудаласангама (такође се шише као Кудала Сангама) се налази на око 15 km (9,3 mi) од бране Алмати у округу Багалкот у држави Карнатака. Овде се спајају реке Кришна и Малапраба. Ајкја Мантапа или свети Самади Басаване, оснивач секте Лингајат хиндуистичке религије заједно са Лингом, за коју се верује да је саморођена (Свајамбу), одавде река тече на исток према Срисајламу (још једном центру ходочасника) у Андра Прадешу.

## Слив Кришне
Слив Кришне
Кришна басен се простире на површини од 258.948 km2 (99.980 sq mi) што је скоро 8% укупне географске површине земље. Овај велики басен лежи у државама Карнатака (113.271 km²), Телангана, Андра Прадеш (76.252 km²) и Махараштра (69.425 km²). То је пети по величини басен у Индији.
У овом сливу је процењен просечан годишњи потенцијал површинских вода од 78,1 km³. Од тога, 58,0 km³ је употребљива вода. Обрадива површина у басену је око 203,000 km2 (78,379 sq mi), што је 10,4% укупне обрадиве површине земље. Како је доступност воде у реци Кришна постајала неадекватна да задовољи потребе за водом, река Годавари је повезана са реком Кришна пуштањем у рад канала на десној обали Полаварам уз помоћ шеме Патисимовог лифта 2015. године како би се повећала доступност воде на Пракасам баражи у Андра Прадешу. Канали за наводњавање Пракасамске бараже чине део Националног пловног пута 4. Делта Кришна-Годавари позната као „Житница пиринча Индије.”

## Међудржавна подела воде
Тренутно, одлука Бачават трибунала од 31. маја 1976. је применљива за поделу воде доступне у реци међу приобалним државама. Одлуку Трибунала Бриџеш Кумар додељену 29. новембра 2013. Андра Прадеш оспорава у Врховном суду и од тада је предмет у току. Новостворена држава Телангана такође се обратила Врховном суду захтевајући ново саслушање трибунала како би обезбедила своје потребе за водом на правичној основи.

## Загађење
Током већине година речна вода се не спаја са морем због пуног коришћења воде углавном у пољопривреди. Затворени речни слив Кришне значи да је речни екосистем на ивици смрти. Река прима отпад из великог броја градова, а популација речног слива се повећала на 80 милиона, чиме се вишеструко повећало загађење у реци. Адекватни просечни и минимални континуирани еколошки токови у море се не дешавају током већег дела година, што ограничава одвод соли и доводи до стварања сланих и натријум-алкалних земљишта у доњем току речног слива. Вода високог алкалитета се испушта са депонија пепела многих термоелектрана на угаљ у реку, што додатно повећава алкалност речне воде чија је вода природно високог алкалитета пошто речни слив дренира огромну површину базалтних стена.